# Tyta venusta
Tyta venusta là một loài bướm đêm trong họ Noctuidae.